# Jean Schouten
Pour les articles homonymes, voir Schouten.
Jean Schouten est un acteur belge.

## Filmographie
- 1937 : Les Chevaliers de la cloche de René Le Hénaff - dans le rôle du directeur du casino Lapin Bleu
- 1936 : C'était le bon temps de Gaston Schoukens
- 1936 : J'ai gagné un million de Og Calster - dans le rôle d'Oscar Fluch
- 1932 : Le Cadavre no 5 de Gaston Schoukens - dans le rôle de Gropsky
- 1931 : La Brabançonne de E.G. de Meyst - dans le rôle de De Lermier
- 1931 : Le Plus Joli Rêve de Gaston Schoukens